# ペテル・ドゥボフスキー
ペテル・ドゥボフスキー（Peter Dubovský、1972年5月7日 - 2000年6月23日）は、チェコスロバキア （現スロバキア）・ブラチスラヴァ出身の元サッカー選手。現役時代のポジションはFW。元チェコスロバキア代表、スロバキア代表。

## 略歴
1991年、19歳の時にチェコスロバキア代表デビュー。14試合に出場して6ゴールを挙げた。チェコスロバキアの解体後はスロバキア代表としてプレーした。
クラブでは、1989年からŠKスロヴァン・ブラチスラヴァに所属。1991-92シーズンは27ゴールを挙げてリーグ得点王を獲得し、その翌シーズンにも連続で得点王に輝いた。1993年にレアル・マドリードへと移籍し、2年間プレーする。その後、レアル・オビエドへと移籍。
2000年6月23日、サムイ島で滝を撮影していた時に誤って落下してしまい、28歳でこの世を去った。
現在、スロバキアの最優秀若手選手賞にその名が与えられている。

## 所属クラブ
- ŠKスロヴァン・ブラチスラヴァ 1989-93
- レアル・マドリード 1993-95
- レアル・オビエド 1995-00